# Nelson Piquet junior
Nelson Ângelo Tamsma Piquet Souto Maior, bekannt als Nelson Piquet junior (* 25. Juli 1985 in Heidelberg, Deutschland) ist ein brasilianischer Automobilrennfahrer niederländisch-brasilianischer Herkunft. Piquet ist der Sohn des dreifachen Formel-1-Weltmeisters Nelson Piquet. Er wird auch Nelsinho Piquet (portugiesisch für „kleiner Nelson Piquet“) genannt.
Piquet wurde 2002 südamerikanischer und 2004 britischer Formel-3-Meister. 2005 und 2006 startete er in der GP2-Serie und erreichte 2006 den zweiten Gesamtrang. 2008 und 2009 trat er für Renault zu 28 Rennen in der Formel 1 an. Von 2010 bis 2016 ging er in einigen NASCAR-Serien an den Start. Dabei gewann er Rennen in der Nationwide Series und der Camping World Truck Series. 2014/15 gewann er die FIA-Formel-E-Meisterschaft.

## Karriere

### Anfänge im Motorsport (1993–2002)
Piquet begann seine Motorsportkarriere 1993 im Kartsport, in dem er bis 2001 aktiv blieb. 2001 stieg er in den Formelsport ein und fuhr für Piquet Sports, den Rennstall seines Vaters, in der südamerikanischen Formel-3-Meisterschaft. Er gewann in seiner Debütsaison ein Rennen und wurde Fünfter in der Fahrerwertung. 2002 blieb Piquet in der südamerikanischen Formel-3-Meisterschaft und entschied die Meisterschaft mit 13 Siegen aus 17 Rennen dominant für sich. Mit 296 zu 189 setzte er sich dabei gegen den Zweiten Danilo Dirani durch. Darüber hinaus fuhr Piquet 2002 für Gramacho Racing ein Rennen in der brasilianischen Formel Renault.

### Britische Formel 3 (2003–2004)
2003 zog Piquet nach Europa und wechselte in die britische Formel-3-Meisterschaft. Piquet Sports stieg ebenfalls in diese Serie ein, sodass Piquet weiterhin für den familiären Rennstall fuhr. Piquet war ohne Teamkollege. Er gewann sechs Rennen und stand insgesamt elfmal auf dem Podium. Mit 231 Punkten beendete er die Saison auf dem dritten Gesamtrang hinter Jamie Green (237 Punkte) und Alan van der Merwe (308 Punkte). Darüber hinaus wurde Piquet beim Formel-3-Masters von der Pole-Position startend Zweiter hinter Christian Klien. Er bestritt zwei weitere Formel-3-Einzelveranstaltungen für Hitech Racing. Beim Macau Grand Prix wurde er Achter, beim Korea Super Prix Dritter und fuhr die schnellste Rennrunde. Sein Teamkollege Richard Antinucci gewann den Korea Super Prix. Außerdem nahm Piquet für Williams erstmals an Formel-1-Testfahrten teil.
2004 bestritt Piquet seine zweite Saison in der britischen Formel-3-Meisterschaft für Piquet Sports, die weiterhin nur ein Fahrzeug einsetzten. Er gewann abermals sechs Rennen und stand in diesem Jahr 13-mal auf dem Podest. Mit 282 zu 233 Punkten entschied er die Meisterschaft gegen Adam Carroll für sich. Darüber hinaus ging er für Piquet Sports zu vier Formel-3-Einzelrennen an den Start. Seine beste Platzierung war dabei ein vierter Platz beim europäischen Formel-3-Cup. Außerdem absolvierte er im GT-Sport einen Gaststart im Porsche Supercup und er führte erneut Formel-1-Testfahrten mit Williams durch.

### GP2-Serie und A1GP (2005–2006)
2005 wechselte Piquet in die neugegründete GP2-Serie und blieb beim familiären Rennstall, der in der GP2-Serie zunächst mit Hitech Racing kooperierte und als HiTech/Piquet Racing an den Start ging. Piquets Teamkollege wurde sein Landsmann Alexandre Negrão. Beim Hauptrennen in Spa-Francorchamps gelang ihm sein erster Sieg. Zuvor stand er bereits viermal auf dem Podium. Mit 46 Punkten schloss er die Saison auf dem achten Platz der Fahrerwertung ab. Intern setzte er sich damit gegen Negrão, der mit vier Punkten 19. wurde, durch. Formel-1-Testfahrten absolvierte er in diesem Jahr für British American Racing.
Im Winter 2005/06 fuhr Piquet für das von ASM betreute brasilianische Team in der A1GP. Er bestritt die ersten sieben Rennwochenenden und übergab das Cockpit für die letzten vier Veranstaltungen an Christian Fittipaldi. Piquet gewann die beiden ersten Rennen in Brands Hatch und stand drei weitere Male auf dem Podium. Brasilien erreichte den sechsten Platz in der Teamwertung.
In der GP2-Serie blieben Piquet und Negrão 2006 beide bei Piquet Sports. Beim Saisonauftakt in Valencia erzielte Piquet einen Sieg. In Mogyoród gewann er beide Rennen, in Istanbul ein weiteres. Piquet stand bei vier weiteren Rennen auf dem Podest und wurde mit 102 Punkten Vizemeister hinter Lewis Hamilton, der 114 Punkte erzielt hatte. Intern setzte er sich erneut deutlich gegen Negrão, der mit 13 Punkten 13. war, durch. Darüber hinaus nahm Piquet 2006 an zwei Rennen in GT-Fahrzeugen teil. Er gewann die GTP1-Wertung beim Mil Milhas Brasil und trat beim 24-Stunden-Rennen von Le Mans zusammen mit David Brabham und Antonio García für Russian Age Racing an. Dabei erreichten sie den neunten Gesamtrang.

### Formel 1 (2007–2009)

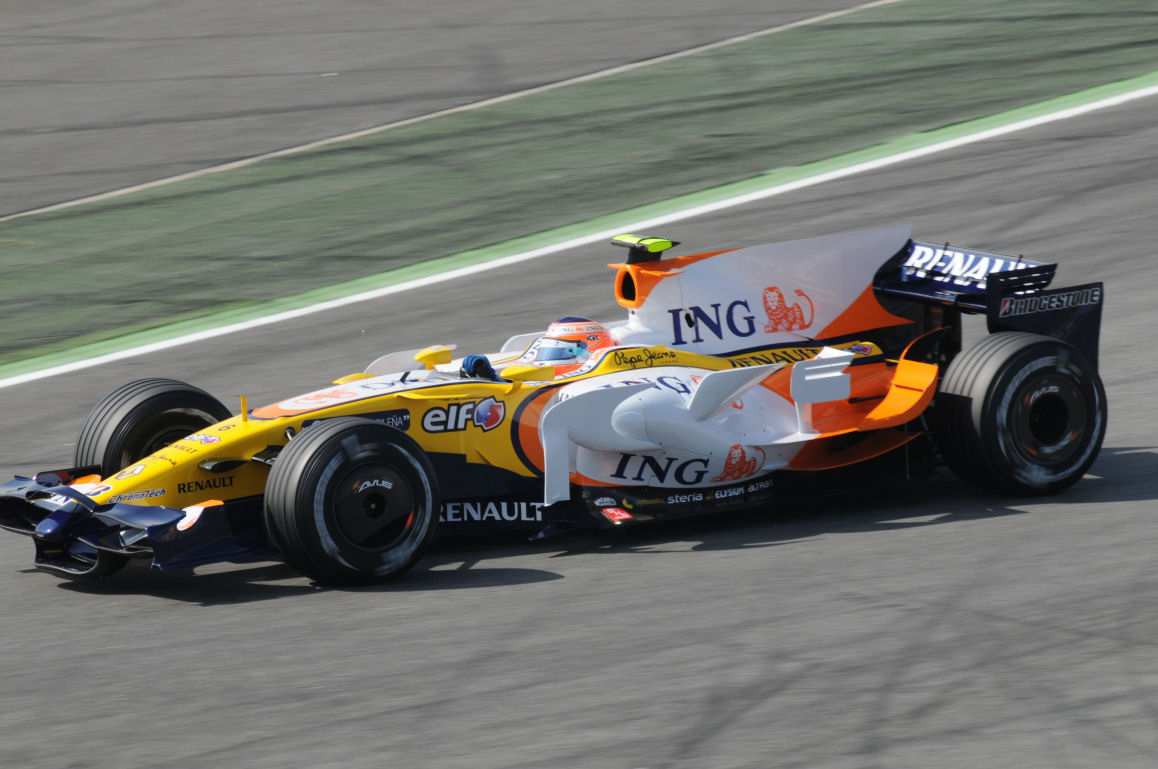
Piquet jr. im Renault R28 beim Großen Preis von Spanien 2008

2007 wurde Piquet Formel-1-Testfahrer bei Renault, Renneinsätze bestritt er 2007 nicht. Für die Formel-1-Saison 2008 erhielt Piquet einen Vertrag als Stammfahrer bei Renault und wurde Teamkollege von Fernando Alonso, der ins Team zurückkehrte. Nachdem Alonso bei den ersten sieben Rennen dreimal in die Punkte gefahren war, gelang Piquet beim achten Rennen, dem Großen Preis von Frankreich mit einem siebten Platz die erste Top-10- und Punkteplatzierung. Zugleich kam er erstmals vor Alonso ins Ziel. Zwei Rennen später in Deutschland gelang Piquet mit einem zweiten Platz seine erste Podest-Platzierung in der Formel 1. Dabei profitierte er von einer für ihn günstigen Safety-Car-Phase, in der Boxenstopps in diesem Jahr verboten waren. Piquet war bereits an der Box gewesen und übernahm die Führung, nachdem die anderen Fahrer ihren Boxenstopp absolviert hatten. Er wurde anschließend nur noch von Hamilton überholt.

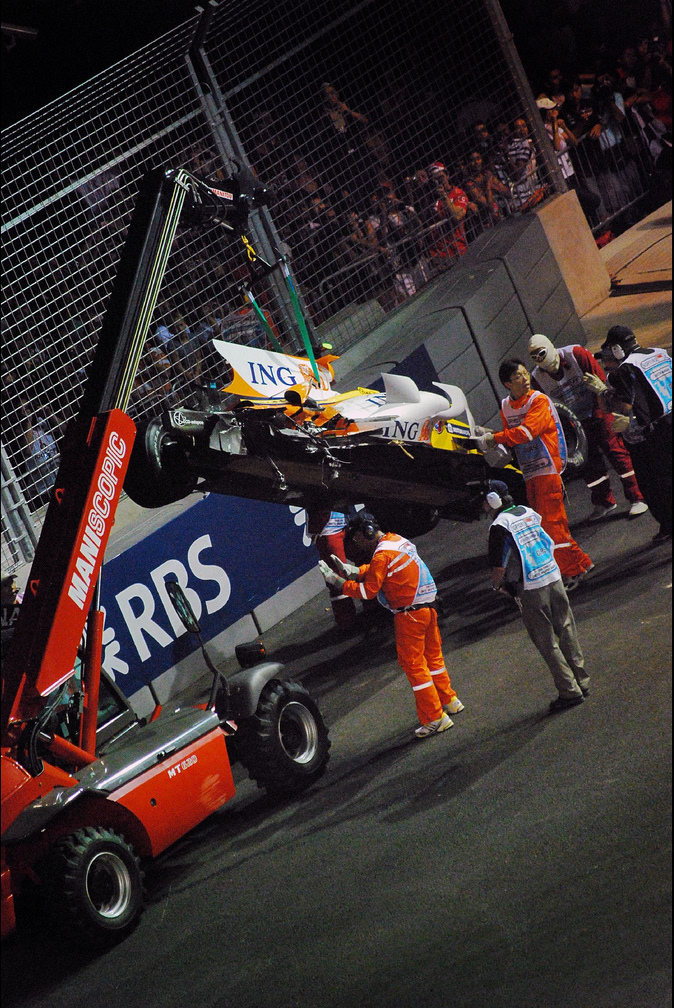
Piquets beschädigtes Fahrzeug, nachdem er in Singapur einen Unfall auf Anweisung des Teams fingiert hatte

Beim Großen Preis von Singapur löste Piquet mit einem Unfall eine für seinen Teamkollegen Alonso günstige Safety-Car-Phase aus, die Alonso an die Spitze brachte und ihm schließlich zum Rennsieg verhalf. Nachdem Piquet ein Jahr später von Renault entlassen worden war, ging er an die Öffentlichkeit und gab bekannt, dass die Renault-Teamführung um Teamchef Flavio Briatore, der zugleich Piquets Manager war, und Chefingenieur Pat Symonds ihn zum absichtlichen Verursachen des Unfalls gedrängt hatte. Diese Affäre wurde von den Medien als Crashgate tituliert. Renault und Briatore bestritten die Vorwürfe zunächst, beschuldigten Piquet und seinen Vater, falsche Anschuldigungen veröffentlicht sowie das Team erpresst zu haben und drohten Piquet und dessen Vater mit einer Klage. Allerdings wurden Briatore und Symonds wenige Tage später von Renault entlassen und Renault unternahm keine juristischen Schritte. Renault wurde später von der FIA zu einer zweijährigen Bewährungsstrafe verurteilt. Briatore und Symonds wurden mit Sperren für alle FIA-Veranstaltungen belegt. Briatore auf unbegrenzte Zeit, Symonds für fünf Jahre. Piquet selber kam straffrei aus der Affäre heraus. Die Sperren gegen Briatore und Symonds wurden einige Monate später von einem französischen Gericht aufgehoben, da die Sperre aufgrund juristischer Unregelmäßigkeiten irregulär gewesen sei. Zwei Jahre nach dem Unfall gewannen Piquet und sein Vater ein Gerichtsverfahren gegen den Rennstall Renault, der sie der Falschaussage und Erpressung bezichtigt hatte. Piquet erhielt eine beträchtliche Schadenersatzleistung und wurde im Zuge des Gerichtsverfahrens um Entschuldigung gebeten.
Ein Rennen nach dem Großen Preis von Singapur in Japan erreichte Piquet mit dem vierten Platz seine zweitbeste Saisonplatzierung, während Alonso erneut gewann. Piquet schloss die Saison mit 19 Punkten auf dem zwölften Gesamtrang ab und unterlag damit intern Alonso, der mit 61 Punkten Fünfter wurde.
2009 blieb Piquet bei Renault in der Formel 1 und bildete erneut ein Fahrerduo mit Alonso. Nachdem Piquet bei den ersten zehn Rennen keine Punkte geholt hatte und ein zehnter Platz sein bestes Resultat gewesen war, während Alonso fünfmal in die Punkteränge gefahren war und eine Pole-Position erzielt hatte, wurde er nach dem Großen Preis von Ungarn mit sofortiger Wirkung entlassen und durch Romain Grosjean ersetzt. Als Grund für die Trennung gab Renault Piquets enttäuschende fahrerische Leistungen an. Piquet lag am Saisonende auf dem 21. Gesamtrang. Für die Formel-1-Saison 2010 fand Piquet kein Cockpit. Er gab später bekannt, mit Force India über ein Cockpit verhandelt zu haben.

### NASCAR (2010–2013)
2010 wechselte Piquet in die US-amerikanische NASCAR-Szene. Er fuhr für Red Horse Racing ein Rennen in der Camping World Truck Series und für Eddie Sharp Racing drei Rennen in der ARCA Racing Series. Anschließend bestritt er für Billy Ballew Motorsports vier Rennen in der Camping World Truck Series und er nahm im weiteren Saisonverlauf für Baker Curb Racing an einem Rennen der Nationwide Series teil. Piquet erreichte in jeder der drei Serien mindestens eine Top-10-Platzierung. Darüber hinaus unternahm er zwei Gaststarts in der europäischen International GT Open, bei denen er einmal als Erster ins Ziel kam.

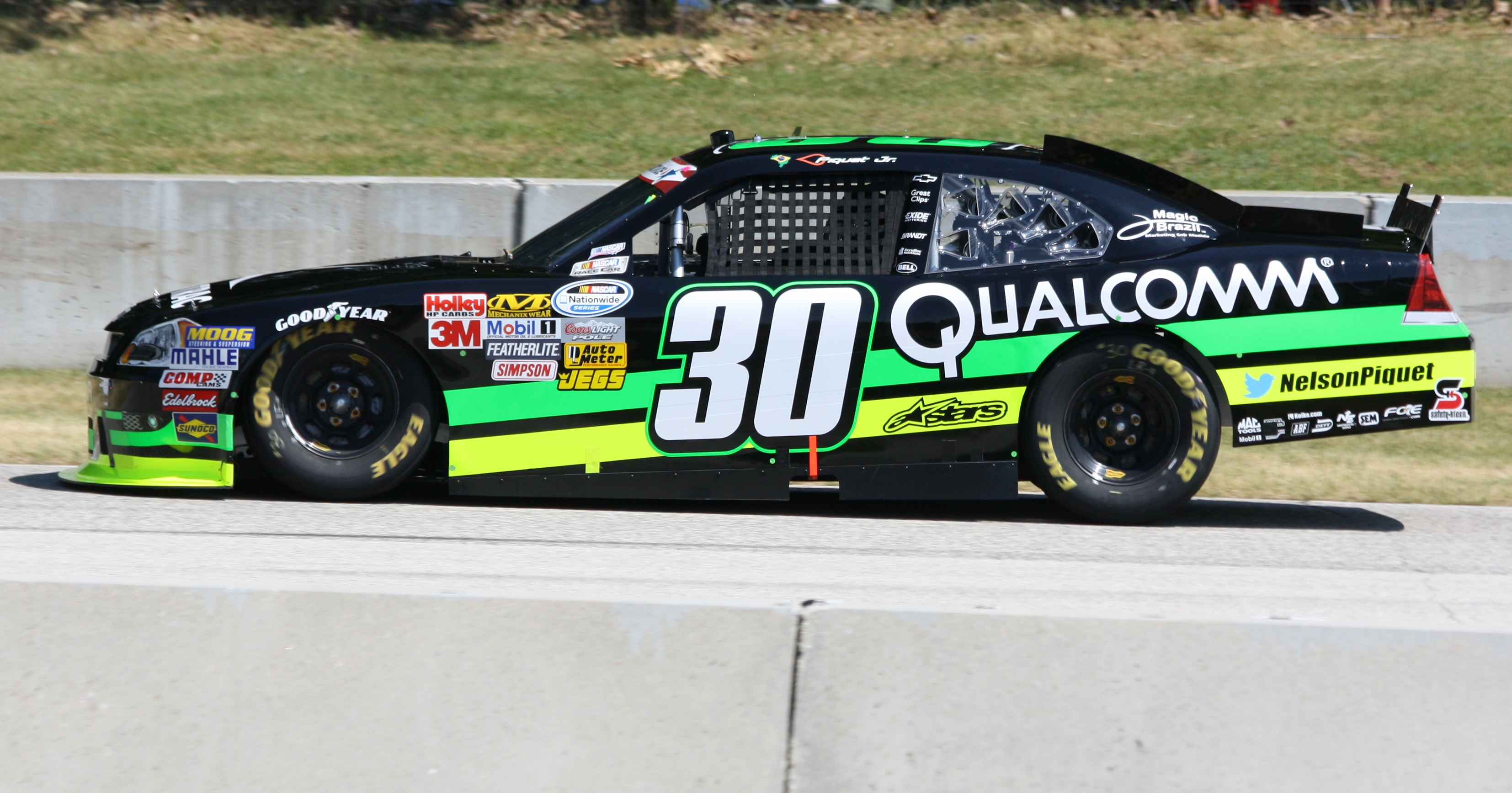
Nelson Piquet jr. gewann 2012 das Nationwide-Rennen Sargento 200

2011 erhielt Piquet bei Kevin Harvick Incorporated ein Stammcockpit in der Camping World Truck Series. Er erzielte zwei Podest-Platzierungen und wurde Zehnter in der Fahrerwertung. Darüber hinaus trat er für Turner Motorsports zu einem Rennen der Nationwide Series an. 2012 wechselte Piquet innerhalb der Camping World Truck Series zu Turner Motorsports. Er gewann zwei Rennen und verbesserte sich auf den siebten Platz in der Fahrerwertung. Mit seinem ersten Sieg beim VFW 200 auf dem Michigan International Speedway gewann er als Zweiter Nicht-US-Amerikaner nach dem Kanadier Earl Ross 1974 überhaupt ein NASCAR-Rennen auf einem Oval. Sein zweiter Sieg gelang ihm beim Smith’s 350 in Las Vegas. In der Nationwide Series bestritt er für Turner Motorsports zwei Rennen. Dabei gewann er das Sargento 200 auf der Road America. Außerdem absolvierte Piquet für X Team Racing zwei Rennen in der NASCAR K&N Pro Series East, wobei er eins gewann. Darüber hinaus ging Piquet bei einem Sportwagenrennen in der Continental Tire Sports Car Challenge an den Start.
2013 blieb Piquet bei Turner Motorsports und erhielt ein Vollzeitcockpit in der Nationwide Series. Ein achter Platz war sein bestes Ergebnis und er wurde Zwölfter in der Fahrerwertung. Darüber hinaus absolvierte er zwei Rennen in der Camping World Truck Series für Turner Motorsport und trat für Action Express Racing zu einem Rennen der Rolex Sports Car Series an.

### Blancpain Sprint Series und FIA-Formel-E-Meisterschaft (2014 bis 2019)
2014 trat Piquets für das von AH Competições betreute Team BMW Sports Trophy Team Brasil im GT-Sport zu vier von sieben Veranstaltungen der Blancpain Sprint Series an. Dabei war ein achter Platz sein bestes Ergebnis und er wurde 25. in der Fahrerwertung. Darüber hinaus kehrte er für ein Rennen in die NASCAR-Szene zurück und debütierte für Randy Humphrey Racing im Sprint Cup. Außerdem führte er einen Gaststart in der Stock Car Brasil durch. Im Rallycross-Sport war Piquet 2014 in der Red Bull Global Rallycross Championship aktiv und wurde dort Gesamtvierter. Darüber hinaus kehrte Piquet für die Saison 2014/15 in den Formelsport zurück und erhielt ein Cockpit in der neugegründeten FIA-Formel-E-Meisterschaft für das von Campos betreute Team China Racing, die sich während der Saison in NEXTEV TCR Formula E Team umbenannten. Beim Saisonauftakt, dem Beijing ePrix, wurde er Achter. Im dritten Rennen in Punta del Este erzielte er mit dem zweiten Platz seine erste Podest-Platzierung. Beim nächsten Rennen, dem Buenos Aires ePrix folgte mit dem dritten Platz eine weitere Podest-Platzierung. Im sechsten Rennen in Long Peach gewann Piquet erstmals in der Formel E. Beim nächsten Rennen in Monaco wurde er erneut Dritter. Zwei Rennen später erzielte Piquet beim Moskau ePrix seinen zweiten Sieg. Piquet ging als Meisterschaftsführender ins letzte Rennwochenende in London, wo zwei Rennen stattfanden. Die Plätze fünf und sieben reichten schließlich zum Titelgewinn. Piquet setzte sich mit 144 zu 143 Punkten gegen Sébastien Buemi durch und wurde erster Formel-E-Meister. Um mehr Praxis auf Stadtkursen zu sammeln, trat er Mitte Juni 2015 für Carlin zu zwei Indy-Lights-Rennen an. Dabei erzielte er eine Pole-Position. Zudem absolvierte Piquet 2015 IndyCar-Testfahrten für Penske. Außerdem nahm Piquet 2015 als Gaststarter an einem Rennen der Stock Car Brasil teil und er wurde erneut Vierter in der Red Bull Global Rallycross Championship.
In der FIA-Formel-E-Meisterschaft 2015/16 ging Piquet erneut für NEXTEV TCR in der Formel E an den Start. Sein Team konnte nicht mehr an die Erfolge des Vorjahres anknüpfen. Piquets beste Platzierung war ein achter Platz. Er beendete die Saison eine Position hinter seinem Teamkollegen Oliver Turvey auf dem 15. Gesamtrang. Darüber hinaus trat Piquet 2016 zu drei Rennen der FIA-Langstrecken-Weltmeisterschaft (WEC) für Rebellion Racing an und er fuhr ein Rennen in der NASCAR Xfinity Series und zwei Rennen im brasilianischen Porsche GT3 Endurance Cup.
Für die Saison 2016/17 blieb Piquet bei NextEV in der Formel E. Beim Saisonauftakt in Hongkong erzielte er die Pole-Position. Im Rennen wurde er Elfter. In Buenos Aires, Mexiko-Stadt, Monaco und Paris konnte er Punkteresultate erzielen. Mit 33 Punkten belegte er den elften Gesamtrang.
Zur Saison 2017/18 wechselte er innerhalb der FIA-Formel-E-Meisterschaft zu Jaguar Racing. Die Saison beendete er auf dem neunten Platz der Gesamtwertung. Auch 2018/19 trat Piquet wieder für Jaguar an. Nach dem Sanya E-Prix trennten sich Piquet und Jaguar jedoch mit sofortiger Wirkung. Mit einem Punkt belegte er am Saisonende den 22. Platz in der Fahrerwertung.

## Persönliches
Nelson Piquet junior ist ein Kind des dreifachen Formel-1-Weltmeisters Nelson Piquet und der Niederländerin Sylvia Tamsma. Er hat zwei Schwestern und vier Halbbrüder. Einer davon ist der Automobilrennfahrer Pedro Piquet. Nelson Piquet jr. kam in Deutschland in Heidelberg zur Welt, da seine Mutter ihren Mann während der Formel-1-Rennen in Europa begleitete und sich im Vorfeld des Großen Preises von Deutschland, der am 4. August 1985 stattfand, bereits in Deutschland aufhielt. Piquet wuchs bis zum achten Lebensjahr bei seiner Mutter, die seinen Vater kurz nach seiner Geburt verlassen hatte, in Monaco auf und zog im Alter von acht Jahren nach Brasilien zu seinem Vater.

## Statistik

### Karrierestationen
- 1993–2001: Kartsport
- 2001: Südamerikanische Formel 3 (Platz 5)
- 2002: Südamerikanische Formel 3 (Meister)
- 2002: Brasilianische Formel Renault (Platz 15)
- 2003: Britische Formel 3 (Platz 3)
- 2004: Britische Formel 3 (Meister)
- 2005: GP2-Serie (Platz 8)
- 2006: A1GP
- 2006: GP2-Serie (Platz 2)
- 2006: Formel 1 (Testfahrer)
- 2007: Formel 1 (Testfahrer)
- 2008: Formel 1 (Platz 12)
- 2009: Formel 1 (Platz 21)
- 2010: NASCAR Nationwide Series (Platz 102)
- 2010: NASCAR Camping World Truck Series (Platz 44)
- 2010: ARCA Racing Series (Platz 50)
- 2011: NASCAR Nationwide Series (Platz 124)
- 2011: NASCAR Camping World Truck Series (Platz 10)
- 2012: NASCAR Nationwide Series (Platz 104)
- 2012: NASCAR Camping World Truck Series (Platz 7)
- 2012: NASCAR K&N Pro Series East (Platz 37)
- 2012: Continental Tire Sports Car Challenge, ST (Platz 66)
- 2013: NASCAR Nationwide Series (Platz 12)
- 2013: NASCAR Camping World Truck Series (Platz 100)
- 2013: Rolex Sports Car Series, DP (Platz 38)
- 2014: Blancpain Sprint Series (Platz 25)
- 2014: NASCAR Sprint Cup (Platz 53)
- 2014: Red Bull Global Rallycross Championship (Platz 4)
- 2015: Formel E (Meister)
- 2015: Indy Lights (Platz 15)
- 2015: Red Bull Global Rallycross Championship (Platz 4)
- 2016: Formel E (Platz 15)
- 2016: WEC (Platz 15)
- 2016: NASCAR Xfinity Series (Platz 83)
- 2016: Brasilianische Porsche GT3 (Platz 8)
- 2017: Formel E (Platz 11)
- 2018: Formel E (Platz 9)
- 2019: Formel E (Platz 22)
- Stock Car Brasil

### Einzelergebnisse in der GP2-Serie
| Jahr | Team                 | 1   | 2   | 3   | 4   | 5   | 6   | 7   | 8   | 9   | 10  | 11  | 12  | 13  | 14  | 15  | 16  | 17  | 18  | 19  | 20  | 21  | 22  | 23  | Punkte | Rang |
| ---- | -------------------- | --- | --- | --- | --- | --- | --- | --- | --- | --- | --- | --- | --- | --- | --- | --- | --- | --- | --- | --- | --- | --- | --- | --- | ------ | ---- |
| 2005 | HiTech/Piquet Racing | ITA | ITA | ESP | ESP | MON | GER | GER | FRA | FRA | GBR | GBR | GER | GER | HUN | HUN | TUR | TUR | ITA | ITA | BEL | BEL | BRN | BRN | 46     | 8.   |
| 2005 | HiTech/Piquet Racing | 14  | 6   | 5   | 2   | 11  | 5   | 3   | DNF | DSQ | DNF | DNF | 3   | 8   | DNF | 10  | 4   | 6   | 3   | DNF | 1   | 14  | DNF | 15  | 46     | 8.   |
| 2006 | Piquet Racing        | ESP | ESP | ITA | ITA | GER | GER | ESP | ESP | MON | GBR | GBR | FRA | FRA | GER | GER | HUN | HUN | TUR | TUR | ITA | ITA |     |     | 102    | 2.   |
| 2006 | Piquet Racing        | 1   | 4   | 5   | 2   | DNF | 19  | 4   | 2   | DNF | 4   | 5   | 4   | 2   | 13  | DNS | 1   | 1   | 1   | 5   | 2   | 6   |     |     | 102    | 2.   |

### Statistik in der Formel-1-Weltmeisterschaft
Diese Statistik umfasst alle Teilnahmen des Fahrers an der Formel-1-Weltmeisterschaft.

#### Gesamtübersicht
| Saison | Team                | Chassis     | Motor          | Rennen | Siege | Zweiter | Dritter | Poles | schn. Runden | Punkte | WM-Pos. |
| ------ | ------------------- | ----------- | -------------- | ------ | ----- | ------- | ------- | ----- | ------------ | ------ | ------- |
| 2008   | ING Renault F1 Team | Renault R28 | Renault 2.4 V8 | 18     | –     | 1       | –       | –     | –            | 19     | 12.     |
| 2009   | ING Renault F1 Team | Renault R29 | Renault 2.4 V8 | 10     | –     | –       | –       | –     | –            | –      | 21.     |
| Gesamt | Gesamt              | Gesamt      | Gesamt         | 28     | –     | 1       | –       | –     | –            | 19     |         |

#### Einzelergebnisse
| Saison | 1  | 2   | 3   | 4  | 5   | 6   | 7  | 8   | 9  | 10 | 11 | 12  | 13 | 14  | 15 | 16 | 17  | 18 |
| ------ | -- | --- | --- | -- | --- | --- | -- | --- | -- | -- | -- | --- | -- | --- | -- | -- | --- | -- |
| 2008   |    |     |     |    |     |     |    |     |    |    |    |     |    |     |    |    |     |    |
| DNF    | 11 | DNF | DNF | 15 | DNF | DNF | 7  | DNF | 2  | 6  | 11 | DNF | 10 | DNF | 4  | 8  | DNF |    |
| 2009   |    |     |     |    |     |     |    |     |    |    |    |     |    |     |    |    |     |    |
| DNF    | 13 | 16  | 10  | 12 | DNF | 16  | 12 | 13  | 12 |    |    |     |    |     |    |    |     |    |

| Legende  | Legende            | Legende                                                          |
| Farbe    | Abkürzung          | Bedeutung                                                        |
| -------- | ------------------ | ---------------------------------------------------------------- |
| Gold     | –                  | Sieg                                                             |
| Silber   | –                  | 2. Platz                                                         |
| Bronze   | –                  | 3. Platz                                                         |
| Grün     | –                  | Platzierung in den Punkten                                       |
| Blau     | –                  | Klassifiziert außerhalb der Punkteränge                          |
| Violett  | DNF                | Rennen nicht beendet (did not finish)                            |
| Violett  | NC                 | nicht klassifiziert (not classified)                             |
| Rot      | DNQ                | nicht qualifiziert (did not qualify)                             |
| Rot      | DNPQ               | in Vorqualifikation gescheitert (did not pre-qualify)            |
| Schwarz  | DSQ                | disqualifiziert (disqualified)                                   |
| Weiß     | DNS                | nicht am Start (did not start)                                   |
| Weiß     | WD                 | zurückgezogen (withdrawn)                                        |
| Hellblau | PO                 | nur am Training teilgenommen (practiced only)                    |
| Hellblau | TD                 | Freitags-Testfahrer (test driver)                                |
| ohne     | DNP                | nicht am Training teilgenommen (did not practice)                |
| ohne     | INJ                | verletzt oder krank (injured)                                    |
| ohne     | EX                 | ausgeschlossen (excluded)                                        |
| ohne     | DNA                | nicht erschienen (did not arrive)                                |
| ohne     | C                  | Rennen abgesagt (cancelled)                                      |
| ohne     | keine WM-Teilnahme |                                                                  |
| sonstige | P/fett             | Pole-Position                                                    |
| sonstige | 1/2/3/4/5/6/7/8    | Punktplatzierung im Sprint-/Qualifikationsrennen                 |
| sonstige | SR/kursiv          | Schnellste Rennrunde                                             |
| sonstige | *                  | nicht im Ziel, aufgrund der zurückgelegten Distanz aber gewertet |
| sonstige | ()                 | Streichresultate                                                 |
| sonstige | unterstrichen      | Führender in der Gesamtwertung                                   |

### Einzelergebnisse in der FIA-Formel-E-Meisterschaft
| Jahr    | Team                                   | 1      | 2     | 3    | 4   | 5   | 6   | 7   | 8   | 9   | 10   | 11  | 12  | 13  | 14 | 15 | 16 | Punkte | Rang |
| ------- | -------------------------------------- | ------ | ----- | ---- | --- | --- | --- | --- | --- | --- | ---- | --- | --- | --- | -- | -- | -- | ------ | ---- |
| 2014/15 | China Racing NEXTEV TCR Formula E Team | BEI    | PUT   | PUN  | BUE | MIA | LBH | MON | BER | MOS | LON  | LON |     |     |    |    |    | 144    | 1.   |
| 2014/15 | China Racing NEXTEV TCR Formula E Team | 8      | (DNF) | 2    | 3   | 5   | °1° | °3° | °4° | °1° | °5°  | °7° |     |     |    |    |    | 144    | 1.   |
| 2015/16 | NEXTEV TCR Formula E Team              | BEI    | PUT   | PUN  | BUE | MEX | LBH | PAR | BER | LON | LON  |     |     |     |    |    |    | 8      | 15.  |
| 2015/16 | NEXTEV TCR Formula E Team              | *°15*° | °8°   | *15* | 12  | 13  | DNF | DNF | 13  | 12  | 9    |     |     |     |    |    |    | 8      | 15.  |
| 2016/17 | NextEV NIO                             | HKG    | MAR   | BUE  | MEX | MON | PAR | BER | BER | NYC | NYC  | MTR | MTR |     |    |    |    | 33     | 11.  |
| 2016/17 | NextEV NIO                             | 11     | 16    | 5    | 9   | 4   | 7   | 12  | 12  | 11  | *16* | 13  | 16  |     |    |    |    | 33     | 11.  |
| 2017/18 | Panasonic Jaguar Racing                | HKG    | HKG   | MAR  | SAN | MEX | PUN | ROM | PAR | BER | ZÜR  | NYC | NYC |     |    |    |    | 51     | 9.   |
| 2017/18 | Panasonic Jaguar Racing                | 4      | 12    | 4    | 6   | 4   | DNF | DNF | DNF | 12  | DNF  | DNF | 7   |     |    |    |    | 51     | 9.   |
| 2018/19 | Panasonic Jaguar Racing                | DIR    | MAR   | SAN  | MEX | HKG | SAY | ROM | PAR | MCO | BER  | BRN | NYC | NYC |    |    |    | 1      | 22.  |
| 2018/19 | Panasonic Jaguar Racing                | 10     | 14    | 11   | DNF | DNF | DNF |     |     |     |      |     |     |     |    |    |    | 1      | 22.  |

| Legende                      | Legende       | Legende                                                                 |
| Farbe                        | Abkürzung     | Bedeutung                                                               |
| ---------------------------- | ------------- | ----------------------------------------------------------------------- |
| Gold                         | —             | Sieger                                                                  |
| Silber                       | —             | 2. Platz                                                                |
| Bronze                       | —             | 3. Platz                                                                |
| Grün                         | —             | Platzierung in den Punkten                                              |
| Blau                         | —             | Klassifiziert außerhalb der Punkteränge                                 |
| Violett                      | DNF           | Rennen nicht beendet                                                    |
| Violett                      | NC            | nicht klassifiziert                                                     |
| Rot                          | DNQ           | nicht qualifiziert                                                      |
| Schwarz                      | DSQ           | disqualifiziert                                                         |
| Weiß                         | DNS           | nicht am Start                                                          |
| Weiß                         | WD            | zurückgezogen                                                           |
| Weiß                         | C             | Rennen abgesagt                                                         |
| Blanko                       |               | nicht teilgenommen                                                      |
| Blanko                       | DNP           | gemeldet, aber nicht teilgenommen                                       |
| Blanko                       | INJ           | verletzt oder krank                                                     |
| Blanko                       | EX            | ausgeschlossen                                                          |
| sonstige Formate und Zeichen | P/fett        | Pole-Position                                                           |
| sonstige Formate und Zeichen | kursiv        | Schnellste Rennrunde (ab 2017/18: Schnellste Rennrunde der ersten Zehn) |
| sonstige Formate und Zeichen | unterstrichen | Führender in der Gesamtwertung                                          |
| sonstige Formate und Zeichen | °             | FanBoost                                                                |
| sonstige Formate und Zeichen | *             | nicht im Ziel, aufgrund der zurückgelegten Distanz aber gewertet        |
| sonstige Formate und Zeichen | ( )           | Streichresultat                                                         |

### Einzelergebnisse in der Indy Lights
| Jahr | Team   | 1   | 2   | 3   | 4   | 5   | 6    | 7    | 8    | 9   | 10  | 11  | 12  | 13  | 14  | 15  | 16  | Punkte | Rang |
| ---- | ------ | --- | --- | --- | --- | --- | ---- | ---- | ---- | --- | --- | --- | --- | --- | --- | --- | --- | ------ | ---- |
| 2015 | Carlin | STP | STP | LBH | BAR | BAR | INDY | INDY | INDY | TOR | TOR | MIL | IOW | MDO | MDO | LAG | LAG | 28     | 15.  |
| 2015 | Carlin |     |     |     |     |     |      |      |      | 7   | 8   |     |     |     |     |     |     | 28     | 15.  |

### Le-Mans-Ergebnisse
| Jahr | Team                | Fahrzeug          | Teamkollege   | Teamkollege              | Platzierung     | Ausfallgrund |
| ---- | ------------------- | ----------------- | ------------- | ------------------------ | --------------- | ------------ |
| 2006 | Russian Age Racing  | Aston Martin DBR9 | David Brabham | Antonio García           | Rang 9          |              |
| 2016 | Rebellion Racing    | Rebellion R-One   | Nick Heidfeld | Nicolas Prost            | Rang 29         |              |
| 2017 | Vaillante Rebellion | Oreca 07          | Mathias Beche | David Heinemeier Hansson | disqualifiziert |              |

### Einzelergebnisse in der FIA-Langstrecken-Weltmeisterschaft
| Saison | Team             | Rennwagen       | 1   | 2   | 3   | 4   | 5   | 6   | 7   | 8   | 9   |
| ------ | ---------------- | --------------- | --- | --- | --- | --- | --- | --- | --- | --- | --- |
| 2016   | Rebellion Racing | Rebellion R-One | SIL | SPA | LEM | NÜR | MEX | AUS | FUJ | SHA | BAH |
| 2016   | Rebellion Racing | Rebellion R-One | 4   | 4   | 29  |     |     |     |     |     |     |
| 2017   | Rebellion Racing | Oreca 07        | SIL | SPA | LEM | NÜR | MEX | AUS | FUJ | SHA | BAH |
| 2017   | Rebellion Racing | Oreca 07        | 12  | 10  | DNF |     | 9   | 6   | DNF | 7   | 7   |